# Phare d'Anda
Le phare d'Anda (en norvégien : Anda fyr) est un phare situé sur la petite île d'Anden (archipel de Vesterålen) de la commune d'Øksnes, dans le Comté de Nordland (Norvège).
Il est géré par l'administration côtière norvégienne (en norvégien : Kystverket). Il est classé patrimoine culturel par le Riksantikvaren depuis 1999.

## Histoire
Le phare a été construit en 1932 sur la petite île d'Anden ou Anda à environ 5 km au nord de la grande île de Langøya. C'était le dernier nouveau phare construit en Norvège. Il a été automatisé en 1987 et c'était aussi la dernière station habitée du pays. Le phare est équipé d'un radar Racon émettant la lettre T. Le phare marque l'entrée principale vers l'intérieur de l'archipel de Vesterålen.
Le phare appartient à l'État et a une valeur historique comme exemple de construction en béton. Bien qu'il ait été modernisé, de nombreux éléments originaux subsistent. Les ruines d'une dépendance se trouvent à proximité.
L'île est maintenant une réserve naturelle créée en 2002 et devenue une zone de la Convention de Ramsar en 2013 pour la Mouette tridactyle, le petit Pingouin, le cormoran huppé,...

## Description
Le phare  est une large tour carrée en béton de 16 mètres de haut, avec une galerie et une lanterne, adossée au pignon d'une maison de gardien de deux étages. Le phare entier est blanc et la lanterne est rouge . Son feu à occultations émet, à une hauteur focale de 49 mètres, un éclat blanc, rouge et vert selon différents secteurs toutes les 6 secondes. Sa portée nominale est de 14 milles nautiques (environ 26 km) pour le feu blanc, 11 pour le feu rouge et le feu vert.
Identifiant : ARLHS : NOR-304 ; NF-8135 - Amirauté : L3222 - NGA : 12456 .
|              |
| L'île d'Anda |

### Lien connexe
- Liste des phares de Norvège